# 赫利俄斯 (珀尔修斯之子)
赫利俄斯（希臘語：Ἕλιος），中文名也有译成赫里乌斯、赫利乌斯，另外希腊文还写作对应英语是，英文还写作。是希腊神话中珀尔修斯和安德洛墨达的小儿子。他有兄弟Perses、Alcaeus、Sthenelus、Electryon、Mestor、Cynurus、Gorgophone以及Autochthe。